# یانکیلووکا
یانکیلووکا (به لاتین: Jankielówka) یک روستا در لهستان است که در گمینا راچکی واقع شده‌است.